# Patrick Hernandez
Patrick Hernandez (* 6. April 1949 in Le Blanc-Mesnil) ist ein französischer Sänger.

## Karriere
Hernandez ist der Sohn eines spanischen Vaters und einer italienischen Mutter. 1963 begann er eine dreijährige Ausbildung in London und erlebte dort die Beatlemania. Davon inspiriert kehrte er zurück nach Frankreich, schloss sich einer nun sechsköpfigen Rockband an und spielte mit ihr bis Mitte der 1970er Jahre in Pariser Clubs.
1979 hatte er mit dem Lied Born to Be Alive seinen größten Erfolg. Die Single belegte die Spitzenposition mehrerer internationaler Charts, darunter fünf Wochen lang (vom 12. Mai bis zum 9. Juni) in Deutschland, und war einer der erfolgreichsten Hits des Jahres. Dieser temporeiche „Disco-Stomp“-Titel blieb jedoch sein einziger nennenswerter Hit.
Bereits die nachfolgende Single Back to Boogie, die er gemeinsam mit Hervé Tholance eingesungen hatte, konnte nur noch mäßige Platzierungen verzeichnen. Weitere Veröffentlichungen gerieten zu kommerziellen Misserfolgen.
Sein im Sommer 1979 veröffentlichtes Debütalbum Born to Be Alive entstand bereits im Vorjahr im belgischen Waterloo. Es erreichte Platz 20 in Deutschland und Platz 61 in den USA. Besonders gefragt war die Platte in Skandinavien, in Schweden stieg sie bis auf Platz 1 der Charts, in Norwegen reichte es für Platz 9.
Ein 1988 veröffentlichter Remix von Born to Be Alive erreichte Platz 21 in den Niederlanden. Ein größeres Comeback gelang ihm damit jedoch nicht.

## Sonstiges
Patrick Hernandez tritt immer mit einem Spazierstock auf, was zu seinem Markenzeichen geworden ist.
Während eines Aufenthalts in New York im Jahr 1979 castete er zusammen mit seinem Produzenten Jean van Loo Tänzerinnen für seine Welttournee, zu denen auch die damals noch unbekannte zwanzigjährige Sängerin Madonna gehörte.
Heute lebt Patrick Hernandez in L’Isle-sur-la-Sorgue unweit von Avignon im Département Vaucluse.

## Diskografie

### Alben
- 1979: Born to Be Alive
- 1980: Crazy Day’s Mystery Night’s
- 1981: Good Bye

### Kompilationen
- 1992: Born to Be Alive
- 1995: The Best of Patrick Hernandez: Born to Be Alive
- 1999: Best Of

### Singles
- 1978: I Give You Rendez-Vous
- 1979: Born to Be Alive
- 1979: Back to Boogie (Patrick Hernandez und Hervé Tholance)
- 1979: You Turn Me On (Hervé Tholance und Patrick Hernandez)
- 1979: Disco Queen
- 1980: Someone’s Stepping on My Mushrooms (mit Jorge Ben)
- 1980: Can’t Keep It Up
- 1981: Good Bye
- 1981: Down on Easy Street
- 1981: I’m Loosing Sleep over You
- 1982: Y’a toujours des samdis soir
- 1982: Non Stop
- 1982: Fais moi calin
- 1983: Tallulah
- 1988: Born to Be Alive – Re-Mix ’88
- 1988: Kalisha Kalima
- 1997: Get Ready
- 1998: Diva des nuits Disco (Nomy feat. Patrick Hernandez)

### Filme
- Stars 80 (2012): in seiner eigenen Rolle.
- Stars 80, die Fortsetzung (2017): in seiner eigenen Rolle.

## Auszeichnungen für Musikverkäufe
| Goldene Schallplatte - Italien - 2024: für die Single Born to Be Alive - Kanada - 1979: für das Album Born to Be Alive - Neuseeland - 1980: für die Single Born to Be Alive - Spanien - 2024: für die Single Born to Be Alive | Platin-Schallplatte - Kanada - 1979: für die Single Born to Be Alive |

Anmerkung: Auszeichnungen in Ländern aus den Charttabellen bzw. Chartboxen sind in ebendiesen zu finden.
| Land/RegionAuszeichnungen für Musikverkäufe (Land/Region, Auszeichnungen, Verkäufe, Quellen) | Silber  | Gold     | Platin  | Verkäufe  | Quellen             |
| -------------------------------------------------------------------------------------------- | ------- | -------- | ------- | --------- | ------------------- |
| Deutschland (BVMI)                                                                           | —       | Gold1    | —       | 250.000   | musikindustrie.de   |
| Italien (FIMI)                                                                               | —       | Gold1    | —       | 50.000    | fimi.it             |
| Kanada (MC)                                                                                  | —       | Gold1    | Platin1 | 200.000   | musiccanada.com     |
| Neuseeland (RMNZ)                                                                            | —       | Gold1    | —       | 10.000    | Einzelnachweise     |
| Spanien (Promusicae)                                                                         | —       | Gold1    | —       | 30.000    | elportaldemusica.es |
| Vereinigte Staaten (RIAA)                                                                    | —       | Gold1    | —       | 1.000.000 | riaa.com            |
| Vereinigtes Königreich (BPI)                                                                 | Silber1 | —        | —       | 250.000   | bpi.co.uk           |
| Insgesamt                                                                                    | Silber1 | 6× Gold6 | Platin1 |           |                     |